# Kepler-10c
Kepler-10c là một hành tinh ngoài hệ Mặt Trời quay quanh ngôi sao lớp G Kepler-10, nằm trong chòm sao Thiên Long, cách Trái Đất khoảng 568 năm ánh sáng. Từ những quan sát của tàu không gian Kepler, các nhà khoa học đã công bố việc phát hiện ra nó vào tháng 5 năm 2011, mặc dù Kepler-10c đã được coi là một ứng viên hành tinh từ tháng 1 năm 2011, khi phát hiện ra hành tinh Kepler-10b. Nhóm nghiên cứu đã kiểm tra và xác nhận quan sát bằng sử dụng dữ liệu từ kính thiên văn không gian Spitzer của NASA và áp dụng kỹ thuật Blender để loại trừ hầu hết các sai lệch. Kepler-10c là hành tinh quá cảnh thứ ba được xác nhận bằng thống kê (dựa trên tính toán xác suất chứ không phải quan sát thực tế), sau Kepler-9d và Kepler-11g. Nhóm sử dụng kính Kepler xem phương pháp thống kê mà dẫn đến việc phát hiện ra Kepler-10c như là điều cần thiết để xác nhận nhiều hành tinh ngoại lai khác trong phạm vi quan sát của kính thiên văn không gian Kepler.
Kepler-10c quay quanh ngôi sao chủ của nó trong 45 ngày ở khoảng cách trung bình bằng 1/4 đơn vị thiên văn. Nó có bán kính gấp đôi Trái Đất, nhưng khối lượng riêng cao hơn, cho thấy thành phần vật chất trong hành tinh chủ yếu là đá chiếm khoảng 5-20% khối lượng băng. So sánh với đại dương của Trái Đất thì hành tinh này chỉ chiếm 0,02% khối lượng hành tinh của chúng ta, với thêm một lượng bổ sung một vài lần được lưu trữ trong lớp phủ.

## Khám phá và xác nhận
Tháng 1 năm 2011, quỹ đạo của hành tinh nằm gần hơn Kepler-10b được xác nhận là quay quanh sao Kepler-10 sau khi đo các đặc tính đi ngang qua (lúc nó vượt qua sao chính Kepler-10, làm ngôi sao chính mờ đi một chút) và hiệu ứng vận tốc xuyên tâm phát hiện trong phổ của Kepler-10 cung cấp thông tin cần thiết để chứng tỏ rằng nó thực sự là một hành tinh. Ngoài ra, các nhà thiên văn còn nhận thấy có sự mờ đi theo chu kỳ dài hơn trong phổ của Kepler-10, điều này gợi ra có thể tồn tại hành tinh thứ hai trong hệ; tuy vậy, vẫn có khả năng hiệu ứng mờ đi này có nguyên nhân khác, và sự kiện đi ngang qua có thể là một khẳng định sai (false positive). Việc cố gắng đo hiệu ứng vận tốc xuyên tâm đối với vật thể đặt tên tạm thời KOI 072.02 tỏ ra không hiệu quả; do vậy, để loại bỏ các kết quả sai, đội nghiên cứu Kepler đã sử dụng kỹ thuật Blender.
Sử dụng kỹ thuật Blender được bổ trợ thêm kết quả đo từ thiết bị IRAC gắn trên kính thiên văn không gian Spitzer, mà đã được sử dụng từ 30 tháng 8 đến 15 tháng 11 năm 2010 nhằm xác định thêm đường cong ánh sáng (light curve) của Kepler-10 ở thời điểm có thể KOI 072.02 đi ngang qua nó. Các nhà thiên văn tìm thấy vật thể đi ngang qua đã không tạo ra hiệu ứng màu, một đặc điểm dành cho các ngôi sao. Kết quả này củng cố thêm vật thể KOI 072.02 là một hành tinh chứ không phải là ngôi sao thứ hai quay quanh Kepler 10. Thêm vào đó, thiết bị IRAC không tìm thấy sự khác nhau trong tín hiệu đi ngang qua khi so sánh đường cong ánh sáng của ngôi sao trong bước sóng hồng ngoại và khả kiến; nếu có ngôi sao đi ngang qua Kepler-10 tín hiệu quang học đo được phải giống tương tự nhau, nhưng sẽ khác nhau trong bước sóng hồng ngoại.
Kính thiên văn 3,5m của Đài quan sát WIYN được sử dụng để chụp ảnh vết (speckle imaging) của hành tinh này vào ngày 18 tháng 6 năm 2010; thêm vào đó camera PHARO đặt ở kính thiên văn 5m thuộc Đài quan sát Palomar được sử dụng với khả năng quang học thích nghi của nó. Các đài quan sát này, kết hợp với quan sát phổ của Kepler-10 chụp từ Đài quan sát W.M. Keck, đã loại bỏ khả năng rằng ánh sáng của một ngôi sao ở gần đã làm giảm phổ quan sát được của sao Kepler-10 và tạo ra kết quả đưa các nhà thiên văn học đến tin tưởng có một hành tinh thứ hai quay quanh Kepler-10. Tất cả mọi khả năng, với ngoại lệ nếu có một ngôi sao nằm chính xác trước hay sau Kepler-10, đã chắc chắn bị loại trừ; ngay cả với trường hợp này, đội Kepler tìm thấy rằng nếu một ngôi sao thực sự nằm giống hàng với Kepler-10 khi nhìn từ Trái Đất, một ngôi sao như thế khó có khả năng là một sao khổng lồ.
Với độ chắc chắn lớn hơn được thiết lập, đội Kepler tiến hành so sánh các mô hình thình thành sử dụng kỹ thuật Blender để thực hiện các đo lường quang học từ dữ liệu thu thập bởi vệ tinh Kepler. Kỹ thuật Blender cho phép đội nghiên cứu loại trừ phần lớn các khả năng có thể xảy ra, mà nổi bật đó là hệ ba ngôi sao. Kỹ thuật Blender tiếp tục được đội Kepler dùng để xác định mọi mô hình bao gồm hệ ba ngôi sao (một hệ đôi có một ngôi sao và một cặp hai ngôi sao khác) có thể cho đường cong ánh sáng giống với của Kepler-10, mà dựa vào đó có thể thực hiện các quan sát tiếp theo để phát hiện ra mọi ngôi sao trong hệ. Chỉ còn có một khả năng còn lại sau khi đã loại bỏ được tất cả khả năng đây là một hệ ba ngôi sao đó là nếu đường cong ánh sáng có nguyên nhân từ ảnh hưởng giao thoa bởi một ngôi sao nền, hoặc quả thực do bởi một hành tinh quay quanh Kepler-10 đi ngang qua nó.
So sánh KOI 072.02 với 1235 vật thể tiềm năng trong trường quan sát của Kepler cho phép các nhà thiên văn sử dụng các mô hình đi đến xác nhận KOI 072.02 là một hành tinh với độ tin cậy cao. KOI 072.02 sau đó được đổi tên thành Kepler-10c. Việc xác nhận hành tinh này tồn tại được công bố tại hội nghị của Hội Thiên văn Hoa Kỳ tổ chức tại Boston ngày 23 tháng 5 năm 2011.
Kepler-10c là mục tiêu đầu tiên của tàu Kepler được quan sát bằng kính thiên văn Spitzer với hi vọng xác định được bóng hẹp của hành tinh dựa trên hình dạng của đường cong ánh sáng ở thời điểm hành tinh này đi ngang qua sao chủ. Vào lúc khám phá ra Kepler-10c, Spitzer là kính thiên văn duy nhất có khả năng phát hiện bóng hẹp trong thời điểm hành tinh đi ngang qua sao chủ từ dữ liệu của tàu Kepler mà cho phép mở rộng dữ liệu khiến chúng có thể được phân tích cho kết quả có ý nghĩa. Hành tinh này cũng là hành tinh thứ ba được xác nhận thông qua phân tích dữ liệu thống kê (hơn là quan sát thực tế), sau các hành tinh Kepler-9d và Kepler-11g. Trong bài báo công bố sự tồn tại của Kepler-10c, nhóm nghiên cứu Kepler đã thảo luận làm cách nào mà một tỷ lệ lớn các hành tinh trong tầm quan sát của kính thiên văn Kepler có thể được xác nhận theo phương pháp phân tích thống kê này.

## Sao chủ
Kepler-10 là một sao loại G nằm cách Trái Đất 173 parsec (564 năm ánh sáng). Khối lượng của Kepler-10 bằng 0,895 lần khối lượng Mặt Trời và bán kính bằng 1,056 lần bán kính Mặt Trời.
Với nhiệt độ hữu hiệu bằng 5627 K, Kepler-10 lạnh hơn Mặt Trời một chút. Ngôi sao cũng chứa ít thành phần kim loại và già hơn nhiều: độ kim loại của nó đo được bằng [Fe/H] = −0.15 (chứa sắt ít hơn 29% so với Mặt Trời). Kepler-10 có tuổi xấp xỉ 10,6 tỷ năm.
Kepler-10 có cấp sao biểu kiến bằng 11,2, có nghĩa là từ Trái Đất không thể nhìn thấy ngôi sao này bằng mắt thường.

## Đặc điểm
Kepler-10c là hành tinh nằm phía ngoài trong hai hành tinh quay quanh Kepler-10, với chu kỳ quỹ đạo bằng 45,29485 ngày Trái Đất ở khoảng cách 0,2407 AU. Hành tinh phía trong, Kepler-10b, là một hành tinh đá có chu kỳ quỹ đạo ~0,8 ngày ở khoảng cách 0,01684 AU. Nhiệt độ cân bằng của Kepler-10c ước tính bằng 584 K, nóng hơn khoảng 4 lần so với Sao Mộc. Độ nghiêng quỹ đạo của hành tinh bằng 89,65º, hay khi nhìn từ Trái Đất sẽ hầu như thấy cạnh của mặt phẳng quỹ đạo của nó quanh sao Kepler-10. Các nhà thiên văn đã quan sát các lần hành tinh này đi ngang qua ngôi sao chủ.
Kepler-10c có khối lượng ước tính bằng 15–19 khối lượng Trái Đất. Với bán kính ước tính chỉ bằng 2,35 (2,31 đến 2,44) lần bán kính Trái Đất (do đó thể tích của nó xấp xỉ 12–15 lần thể tích Trái Đất), và khối lượng riêng lớn hơn so với của Trái Đất (6–8 g cm−3), nó khó có thể chứa một lượng đáng kể khí hiđrô và heli. Bầu khí quyển chứa nhiều hiđrô có thể đã bị mất dần qua thời gian 10,6 tỷ năm của hệ sao Kepler-10. Ngoài ra, khả năng lớn là thành phần của hành tinh chủ yếu là đá, với nước chiếm 5–20% theo khối lượng. Lượng nước này có thể chủ yếu tập trung ở dạng pha "băng nóng" dưới áp suất cao.